# Chevrolet TrailBlazer
O Chevrolet TrailBlazer foi um SUV fabricado pela Chevrolet, uma divisão da General Motors, entre 2001 e 2008, e vendido entre os anos-modelo 2002 e 2009.
O TrailBlazer é baseado em uma plataforma de picape oficialmente conhecida como GMT360, com todos os modelos tendo layout de tração nas quatro rodas como opção com engate automático e as mais tradicionais engrenagens "Auto", "2-High", "4-High" e "4-Low", exceto o modelo SS que possui sistema de tração nas quatro rodas. O TrailBlazer apresenta uma suspensão dianteira independente e uma suspensão traseira de cinco braços. Um diferencial traseiro com bloqueio G80 está disponível como opção em todos os modelos, exceto no SS, que possui um LSD G86 como padrão. Um nível de acabamento LTZ tinha recursos internos aprimorados (couro), sistema de som atualizado (Bose) e rodas de liga leve. Todos os TrailBlazer vinham equipados de fábrica com um engate de reboque removível.
O TrailBlazer foi atualizado em 2005 para o ano-modelo 2006. Um painel frontal atualizado em todos os modelos (exceto na versão básica) e novos acabamentos internos foram incluídos na atualização. O SS recebeu painéis dianteiros e traseiros específicos, além de saias laterais na mesma cor.